# Leonard Bairstow
Sir Leonard Bairstow (* 1880 in Halifax (West Yorkshire); † 1963) war ein britischer Physiker und Ingenieur.
Bairstow studierte am Royal College of Science in South Kensington und war dann am National Physical Laboratory in Bushy Park (nördlich Hampton Court Palace) tätig, wo er die Flugzeugforschung leitete. Nach dem Absturz des Luftschiffs R101 war er wesentlich an der Aufklärung beteiligt. 1920 bis 1949 war er Professor für Flugzeugtechnik am Imperial College London. 
Er war Fellow der Royal Society, war CBE und wurde 1952 als Knight Bachelor geadelt.
Von ihm stammt das Bairstow-Verfahren.

## Schriften
- Applied Aerodynamics, Longmans, Green & Co. 1920, Archive